# カンタベリーのランフランクス
カンタベリーのランフランクス (ラテン語: Lanfrancus Cantuariensis、1005年頃 - 1089年)は、カンタベリー大司教で、生まれはランゴバルド人。「カンタベリーの」ランフランクスと呼ばれるのはカンタベリー大司教を務めたことによる。ベック修道院学校の長を務めたことに因んでベックのランフランクス、出身地からパヴィアのランフランクスとも呼ばれる。

## 若年期
ランフランクスは11世紀初頭のパヴィアで生まれた。パヴィアでは後に、彼の父ハンバルドが大まかに言って領主層と同じ階級だったという伝承が生まれた。しかしランフランクスは幼少期に孤児として育った。
ランフランクスは自由学芸を学ぶことで学問的研鑽を積んだ。当時の北イタリアは自由学芸の中心地として有名であった。理由も時期も定かではないが、彼はアルプスを越えて、すぐにフランスで、後にはノルマンディーで教職に従事した。1039年ごろにはアヴランシュの聖堂学校の教師となり、そこで3年間教え続け目覚ましい成功をおさめた。しかし1042年には新しく建設されたベック修道院で修道士の職に就くことに応じた。ランフランクスは1045年までベックで完全に俗界と隔絶した環境で暮らした。

## 教師と学者
ランフランクスは修道院長のヘルルイヌスの勧めによって修道院内に学校を開いた。ランフランクスは当初から称賛された(totius Latinitatis magister)。彼の下にはフランス・ノルマンディーからだけではなくガスコーニュ、フランドル、ドイツ、イタリアからも門人が集った。その多くは後に教会内で高い地位に就いた。後に教皇アレクサンデル2世となったバッジョのアンセルムスも彼の門人とされているし、ベックのアンセルムスもランフランクスの跡を継いでカンタベリー大司教となっている。このようにしてランフランクスはベックを中心とした改革運動の知的活動を保護した。彼の講義で好まれた議題は論理学と教義神学である。そのため彼はトゥールのベレンガリウスの攻撃から聖変化の教義を擁護するために招聘された。彼は非常に熱心にその責務に取り組んだが、ベレンガリウスとはかねてよりの個人的な親交関係があった。彼はヴェルチェッリ教会会議(1050年)、トゥール教会会議(1054年)、ローマ教会会議(1059年)において正統教義の唱道者であった。
ヒルデブラントや枢機卿の内のより心の広い人々によってベレンガリウスの主張が棄却されたのはランフランクスの影響があるとされている。ランフランクスの論証法について知られている情報は主に小冊子『主の肉と血について』(羅:De corpore et sanguine Domini)に由来している。この小冊子が執筆されたのはかなり後年のこと(1079年以降)で、その頃にはベレンガリウスは最終的に有罪宣告されていた。この著作は形而上学的能力の兆候を全く示していないが、決定的なものとみなされてしばらくの間学校で教科書として利用された。この著作は、アリストテレスの実体と偶性の区別が初めて聖餐における変化を説明するのに使われたものだとしばしば言われる。この著作はランフランクスに帰せられる現存する作品の中で最も重要である。

## 修道院次長から修道院長へ
ランフランクスは学校で教育に従事している時期と論争に従事している時期の間に権力を得ていった。後の伝承では、彼はベック修道院次長になった一方で、ノルマンディーのギヨーム2世とマティルダ・オブ・フランダースとの教会法に悖る結婚(1053年)に反対して問題を起こしたため追放された。しかし、彼がまさに出発しようとしたときに論争は終結し、彼は教皇から結婚の承認を取り付けるという難しい役目を引き受けることになった。これに関して彼は成功して、さらに、同じ教会会議で彼はベレンガリウスに対する三度目の勝利(1059年)を収め、ギヨーム2世から感謝され続けることになった。この話を評価すると、ギヨーム2世とマティルダの結婚の障害は実際のところなんだったのかを伝える信頼できる史料がないことが注目される。ランフランクスは1066年にカーンの聖エティエンヌ修道院の初代院長となった。この修道院はギヨームが教皇座に対して命令違反したことの償いとして立てさせられたとされている。
それ以降ランフランクスは自身の教師の方針にかなりの影響を及ぼした。ギヨームは教会の改革のためにクリュニー修道院で行われた方法を採用し、ローマの協力を得て教会の分裂・腐敗に対抗する十字軍という体でイングランド遠征を行った。おそらくランフランクスの弟子であり、親しい友人であったアレクサンデル2世こそがノルマン・コンクエストに対して教皇の祝福を与えた。ギヨームはこれによって最初の内は大きな強みを得たが、結果的にはこれが深刻な困難を招くことになる。

## カンタベリー大司教
ルーアン大司教が空位となった頃(1067年)、投票者の意思はランフランクスへ傾いていた。しかしスティガンドが1070年8月15日に教会の役職から退けられるとランフランクスをルーアン大司教候補として推す声は弱まっていき、代わってイングランドの首座司教に指名された。彼は早くも1070年8月29日にその任に就いた。新大司教は就任してすぐに教会の再構築・改革の方針を進めた。彼の最初に直面した難事はヨークの大司教当選者であるバイユーのトマ(かつてのランフランクスの弟子でもある)に関するもので、トマは自分の管区がカンタベリーと強弁してイングランド中部の大部分を自分の管区にすることを主張した。これはカンタベリー司教区とヨーク司教区の長きにわたる首位権論争の始まりであった。。

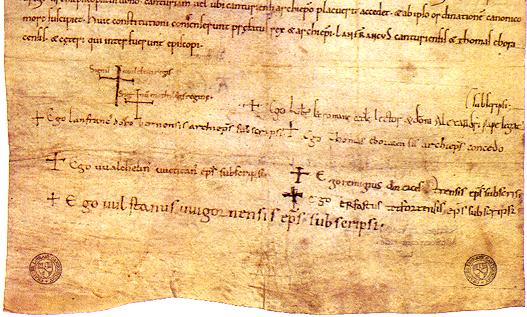
ウィンチェスター議会での署名。大きな「X」の字はウィリアムとマティルダの署名で、その下にあるのがランフランクスの署名。さらに下にほかの司教の署名がある。

ランフランクスは教皇からパリウムを拝領するためにローマを訪問し、アレクサンデル2世から、争点はイングランドの教会会議で解決されるべきだという指示を受けた。そのため1072年にウィンチェスターで会議が開かれた。この会議においてランフランクスはかねてより欲していた首位権を確固たるものとしたが、それにもかかわらず、教皇権に基づく名目的な面では確固たるものとすることは生涯できなかった。これはグレゴリウス7世が1073年に教皇となったことの影響があるとされる。
ランフランクスはギヨーム2世を補佐してイングランドの教会の独立を維持させた。また、教皇権と帝国の間のいさかいには中立を貫くという考えに賛意を示していたという。ランフランクスはイングランド国内の問題により熱意を注いだ。彼の大局的な目的は腐敗・しがらみから教会を立ち直らせることにあった。彼は修道院制度の強力な支援者であった。彼は努めて教区司祭たちに禁欲を強いた。
ランフランクスは王の許可を得て教会会議で教会の問題を扱った。バイユーのウードの場合(1082年)やダラム司教のカレーのギヨームの場合(1088年)には、彼は司教団の判断を正当化するために、法廷に訴える前に自身の法的技巧を発揮した。
ランフランクスはあらゆる要職についているイングランド人をノルマン人に挿げ替える流れを加速させた。しかし、ランフランクスの上げた候補者たちは皆立派な人物であったが、彼らが皆前任者より優れていたというわけではない。管区における精神的な目的によるこの混合には大きな理由が存在した。当時伝統的に首座司教は王の議会によってその指導的な地位に任じられていた。それに対して教会側の意向は王の機嫌を損ねないようなやり方でランフランクスが力を揮えるようになることを望んでいた。ギヨーム2世がイングランドを留守にした際にランフランクスが彼の代理人として振る舞うことが何度かあった。
ランフランクスのギヨーム2世に対する最大の政治的功績は1075年になされた。この年に彼はノーフォークやヘレフォードの伯爵三人が企てた反乱に気付き、それを防いだのである。反乱者の一人であったノーサンブリア伯ワルセオフがすぐに戦意喪失してランフランクスに反乱の企てを告白したため、ランフランクスは伯爵ロジャーに恭順するよう促し、最終的には彼と彼の郎党を破門した。ランフランクスはワルセオフの命をとりなし、反乱者の最後の一人に関しても他の二人に巻き込まれた無実の被害者だとしてとりなした。彼は司教ウルフスタンとの親交をもって生涯を過ごした。
1087年のギヨーム2世の死に際して、ランフランクスはアングロ・ノルマン貴族から不平の声が上がったのにもかかわらずウィリアム・ルーファスのイングランド王即位を保証した。1088年には彼が奨励したために、バイユーのウードやその他の王兄ロバートの同盟者たちと戦う上で王の側面を保護するイングランド人の民兵が現れた。彼はルーファスに政治に関する約束だけを強要し、王がこの約束を無視した時には恐れることなく諫言した。ランフランクスが生きているうちは彼が王の政府運営の最も悪い面を抑止していた。しかし彼の抑止する手はあまりにも早く王を離れてしまった。1089年にランフランクスは高熱で倒れ、5月24日に皆から惜しまれつつ世を去った。いくつかの明白な道徳的・知的欠点にもかかわらず、彼はギヨーム2世とともにノルマン人の法をイングランドの教会や民衆に仕込んだ人々の中で最も卓越し、最も恬淡たる人物であった。彼は政治家としては教会における伝統的な理想形を維持することに関わった。首座司教としては彼は聖職者の規律・教育の水準を向上させた。彼の改革はレオ9世のような教皇の心に留められ、教会と国家の関係に拘束された自然順序に導かれた。彼が作り出した均衡状態は不安定で、しかもギヨーム2世や彼の個人的な権威に依存したものであった。

## 列聖の過程
ランフランクスを列福しようというカンタベリー教会の動きはイングランドのベネディクト会に限定された散発的なものにすぎなかったようだ。しかし、ランフランク総主教学校がクロイドンに開校されてランフランクスが讃えられた。クロイドンの宮殿に彼は長期にわたって住んでいた。カンタベリー・クライスト・チャーチ大学は最新設備の寮に「ランフランク・ハウス」と命名した。彼の名前はロンドンやウェスト・サセックスワーシングにある道にも名づけられて記憶されている。
彼はパヴィア、ベック、バイユーで聖人として崇敬されているが、カンタベリーではされていない。彼の祝日は5月28日である。

## 史料
第一の権威は『ランフランクスの生涯』(羅: Vita Lanfranci) である。著者のミロ・クリスピンはベックの教会聖歌隊の先詠者で、1149年に死んだ。ミロはウェストミンスター修道院長だったギルバート・クリスピンの『ヘルルイヌスの生涯』(羅: Vita Herluini) に大きく依拠して執筆した。14世紀に編纂された『ベック修道院年代記』(羅: Chronicon Beccensis abbatiae) も参照される。この二つの史料やランフランクス自身の記述の第一版はジャン・リュク・ド・アシェリ『福人ランフランクス全集』(羅: Beati Lanfranci opera, パリ、1648年) で読める。僅かに増補されている別の版はJ・A・ジル『ランフランクス著作集』(羅: Lanfranci opera, 2巻、オックスフォード、1844年) で読める。ランフランクスとグレゴリウス7世との一致はP・ジャフィ『グレゴリウスの記録』(羅: Monumenta Gregoriana, ベルリン、1865年) から読み取れる。